# ニコロ・カチャトーレ
ニコロ・カチャトーレ（伊: Niccolò Cacciatore、イタリア語: [nikkoˈlɔ kkattʃaˈtoːre] ; 1770年1月26日 - 1841年1月28日）はイタリアの天文学者。パレルモ天文台の第2代台長として、荒廃した天文台を再興した。いるか座のα星、β星の固有名の由来となったことで知られる。 

## 生涯
ニコロ・カチャトーレは、1770年にシチリアのカステルテルミニで生まれた。パレルモで数学と物理学を勉強していた頃に、パレルモ天文台の台長ジュゼッペ・ピアッツィと知り合い、1798年に天文台の大学院生アシスタントとなった。 2年後の1800年、ピアッツィがケレスを発見する前年に、正式なスタッフとなった。カチャトーレは、ピアッツィのパレルモ星表（第2版、1814年）編纂を助けた。しかし実際には、カチャトーレが大部分の作業を行い、1807年からはプロジェクトを指揮していた。彼は1807年と1819年の彗星に関する論文も発表している。 
カチャトーレは、1817年にピアッツィの後任としてパレルモ天文台の台長に就任した。台長としての彼の最も注目すべき観測は、1826年3月19日の球状星団NGC 6541の発見である。天文台は1820年のシチリア革命中に攻撃を受けて破壊された。カチャトーレも投獄されたが、出獄後は施設を復元し、その後さらに20年間天文台を率いた。 
彼は、天文学のみならず気象学の専門家でもあり、このテーマに関する多くの本を執筆した。1820年の政治的混乱の後には、両シチリア王国の議員も務めている。1837年にはアメリカ芸術科学アカデミーの外国名誉会員に選出された。
彼は、1812年にエマニュエラ・マティーニ (Emmanuela Martini) と結婚し、彼女との間に5人の子をもうけた。息子の一人、ガエタノ・カチャトーレ (Gaetano Cacciatore)は、1848年にニコロの後を継いでパレルモ天文台の台長となったが、政治的な理由で同年に罷免された。 

## スアロキンとロタネヴ
いるか座のα星とβ星は、特に目立つところのない4等星のペアである。このペアには、1814年にパレルモ星表の第2版が発行された際に、素性の知れない「スアロキン (Sualocin) 」と「ロタネヴ (Rotanev) 」という名前が付けられた。この由来は長く謎とされていたが、星表の発行から45年後の1859年に、イギリスの天文学者トーマス・ウィリアム・ウェッブ (Thomas William Webb) 牧師によって以下のように解き明かされた。 
- ニコロ・カチャトーレの名前をラテン語に訳すと Nicolaus Venator となる。
- この綴りを逆に読むと、「Sualocin」と「Rotanev」という2つの星の名前が生まれる。

カタログの発行から45年後、ウェッブがこの説明にどのようにたどり着いたのかは未だ謎である。  
「2つの星に自分の名前を付けたい」というカチャトーレの小さな悪ふざけの結果として生まれた2つの星の名前はその後も長く生き残り、2016年には国際天文学連合によって正式な固有名として認証されるに至った。

## 著作

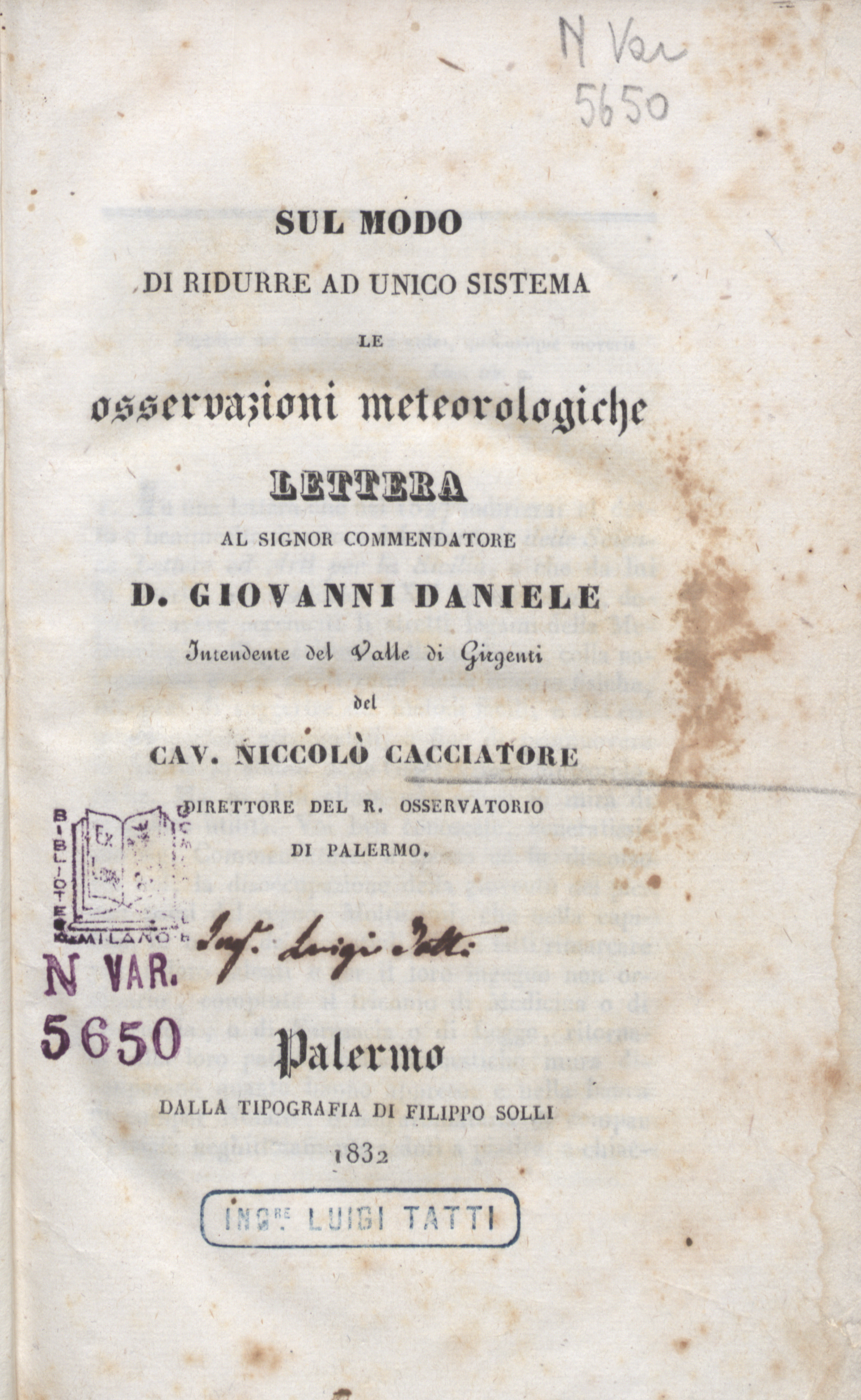
Sul modo di ridurre ad unico sistema le osservazioni meteorologiche （1832）

- Cacciatore, Niccolò (1832). Sul modo di ridurre ad unico sistema le osservazioni meteorologiche. Palermo: dalla Tipografia di Filippo Solli